# Piaçabuçu
Piaçabuçu é um município do estado de Alagoas, no Brasil. Tem uma população de 19 087 habitantes (2011) e um território de aproximadamente 293 quilômetros quadrados (Instituto Brasileiro de Geografia e Estatística/2007). Sua altitude média é de cinco metros acima do nível do mar, e tem uma temperatura média de 22 graus Celsius. O município situa-se entre o oceano Atlântico e Rio São Francisco, que o presenteia com o conjunto de belas praias urbanas. É conhecida como a "Capital Alagoana das Palmeiras".

## Topônimo
"Piaçabuçu" é um termo de origem tupi que significa "piaçava grande".

## História

### Ocupação ameríndia
Até por volta do ano 1000, a região atualmente ocupada pelo município de Piaçabuçu era habitada por índios do tronco linguístico macro-jê. Nessa época, a região foi invadida por povos tupis provenientes da Amazônia, que expulsaram os habitantes originais para o interior do continente.

### Chegada dos europeus
No século XVI, quando os primeiros navegadores europeus chegaram à região, ela era habitada pela nação tupi dos caetés, que, nesse mesmo século, seria escravizada pelos colonizadores portugueses. Criada como freguesia em 1859, Piaçabuçu foi elevada a vila e município em 1882, tendo sido desmembrada de Penedo.

#### O ciclo do arroz
Já em 1834, principiou o cultivo de arroz em Alagoas, no vale do rio São Francisco, e, após a Independência do Brasil (1822), o cultivo de arroz ganhou força nas terras da região do baixo São Francisco, entre outras, enriquecendo rapidamente cidades como Piaçabuçu, Penedo, Igreja Nova. Até hoje, Piaçabuçu é a segunda maior produtora de arroz de Alagoas.

## Localização
Localizada na parte sul da faixa litorânea do estado de Alagoas, inserida na mesorregião do Leste Alagoano e microrregião de Penedo, o município de Piaçabuçu ocupa uma área de aproximadamente 293 quilômetros quadrados e dista 135 quilômetros da capital estadual, Maceió.

## Geografia
Piaçabuçu está situada ao sul do estado de Alagoas, na divisa com o estado de Sergipe, e caracteriza-se por suas águas calmas e areia fina e escura. Destacam-se as extensas formações de dunas encontradas por toda a praia, especialmente na desembocadura do rio São Francisco. Seu acesso é feito através da Praia de Pontal do Peba ou em barco desde a cidade de Piaçabuçu. É conhecida por ser um dos lugares mais importantes de desova das tartarugas-marinhas que habitam nas costas brasileiras e que estão protegidas pelas leis do país.
Sua população estimada em 2004 era de 19 704 habitantes. Piaçabuçu conta com 3% de famílias da classe alta, 59% de famílias da classe média alta e 32% da classe média ou baixa.

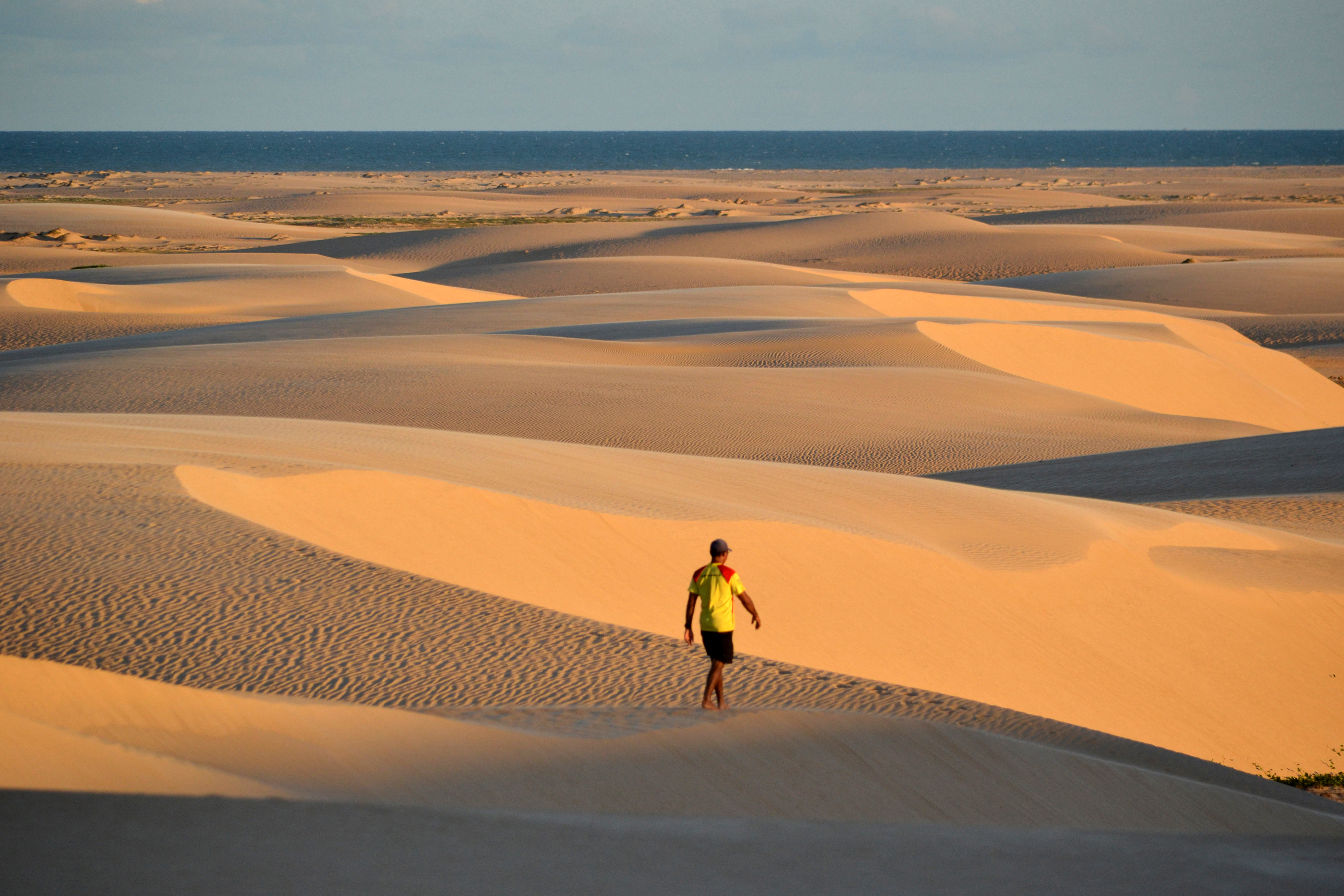
O Delta do São Francisco, é formado por extensas faixas de areias finas que formam inúmeras dunas móveis.

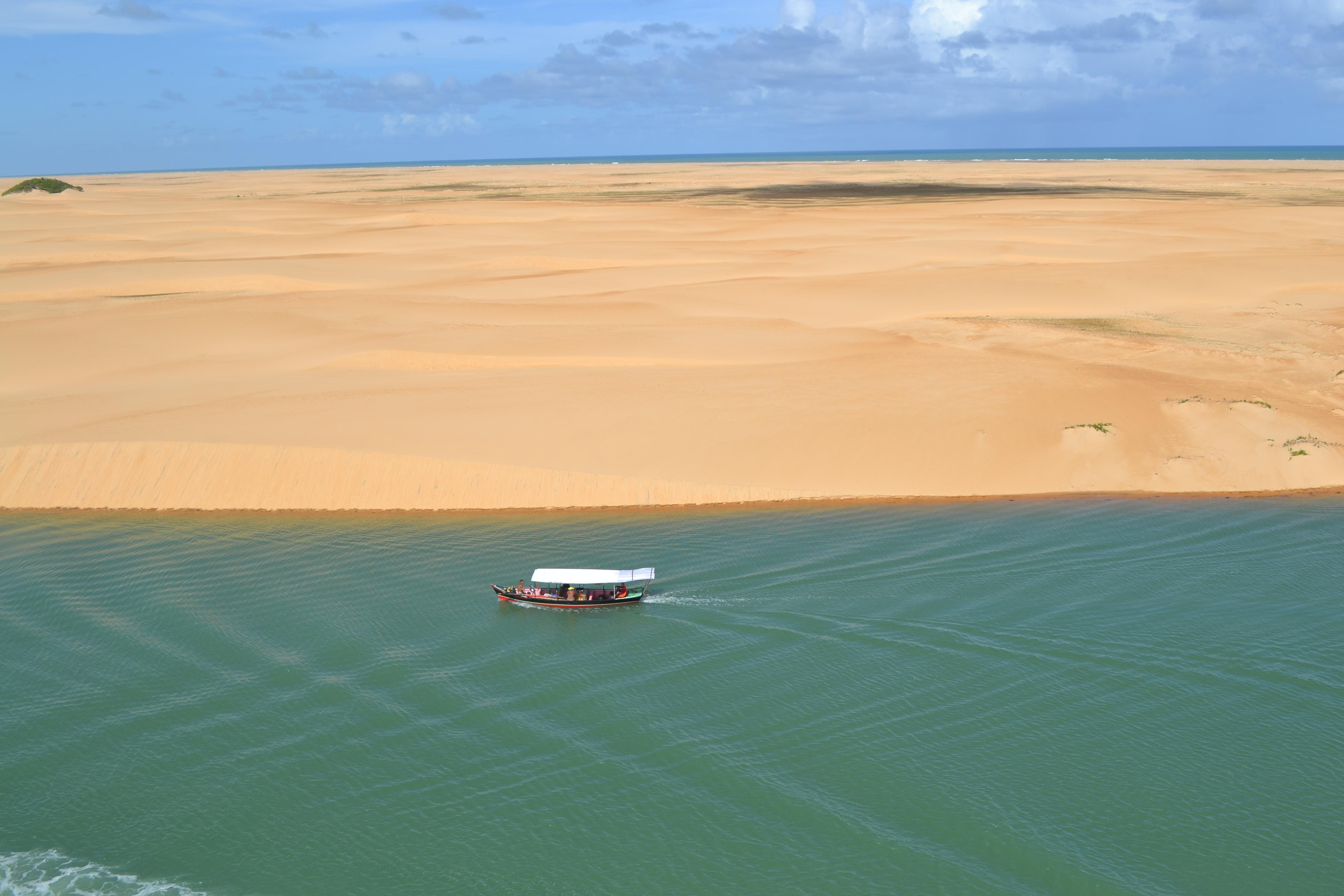
Foz do rio São Francisco

### Subdivisões
Existem 3 bairros em Piaçabuçu, definidos pela lei municipal:
- Centro
- Brasília
- Paciência

#### Descrição dos bairros
Brasília
Sua principal via é a avenida Ulisses Guedes, que abriga uma grande parte da classe A de Piaçabuçu. A avenida, que, na verdade, é uma extensão da rodovia AL-101 Sul, liga o bairro ao Centro da cidade e à cidade de Penedo e tem uma população de 3 910 habitantes.
Centro
Seus principais logradouros chamam-se Avenida Beira Rio, Avenida Silvino Melo, Rua Mestre Francelino, Rua Padre Curador, Praça São Francisco de Borja e Praça Centenário. O Centro tem uma população de 9 051 habitantes e abriga a maior parte da população com renda de até 5 salários-mínimos. É, também, o lugar mais movimentado de toda a cidade. Neste bairro, fica a maior parte do comércio.
É um ponto de parada obrigatória para todas aquelas pessoas que vêm conhecer Piaçabuçu. O bairro possui uma média rede de comércio e serviços, com correio, escolas, drogarias, praças, igrejas, pontos de lazer, bancos, hospitais, hotel, restaurantes e supermercados etc.
Paciência
É um bairro limítrofe com o Centro. Possui aproximadamente 11 quilômetros quadrados de área, encontra-se na região centro-norte da cidade e tem uma população de 5 238 habitantes. A partir da década de 1960, a tradicional família Silva deu início ao loteamento da região, já com o intuito de estruturar um bairro. O nome do bairro deve-se a uma homenagem à Nossa Senhora Aparecida (a padroeira do país) e à matriarca da família Silva.

## Economia
Sua principal fonte de renda provém da atividade primária, com o coco, o arroz, a pesca e a cana-de-açúcar. Piaçabuçu também tem o maior banco de camarão da Região Nordeste do Brasil e é um importante polo pesqueiro.

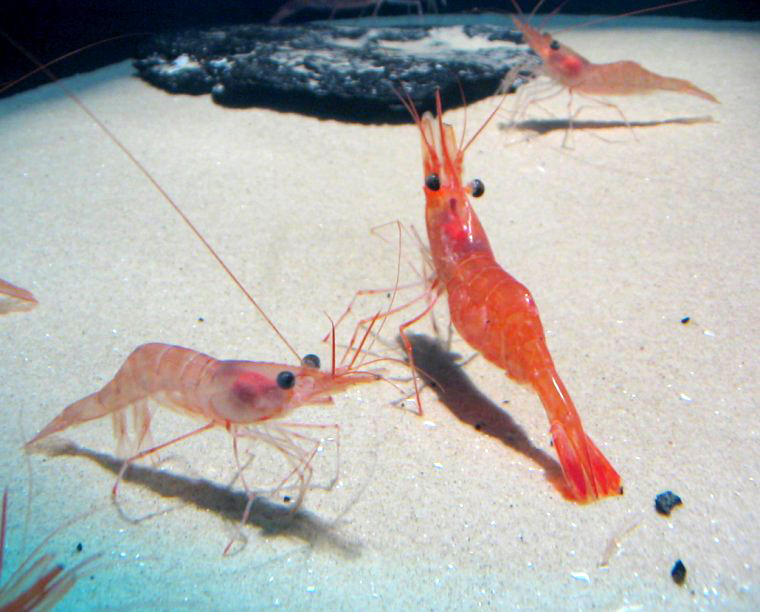
Piaçabuçu é um dos maiores bancos de camarão do Nordeste do Brasil

### Turismo
Grande parte da economia da cidade gira em torno do turismo, em especial do passeio ofertado por diversos barcos particulares à foz do Rio São Francisco, que banha a cidade. Um dos mais famosos barqueiros locais é conhecido como o Delta do São Francisco. Um dos maiores atrativos turístico de Alagoas fica em Piaçabuçu, na foz do rio São Francisco, cenário de indescritível beleza quando suas águas se encontram com o mar. Com dunas de areias claríssimas e várias lagoas de águas mornas.

### Instituições financeiras
A cidade conta com três agências bancárias, pertencentes ao Banco do Brasil, Banco Comunitário É DA GENTE e Bradesco.

### Empresas locais
- Número de unidades locais: 93
- Pessoal ocupado total: 5 750 pessoas
- Pessoal ocupado assalariado: 4 662 pessoas
- Salários e outras remunerações: 5 028 mil reais
- Salário médio mensal: 2,9 salários-mínimos

## Praias

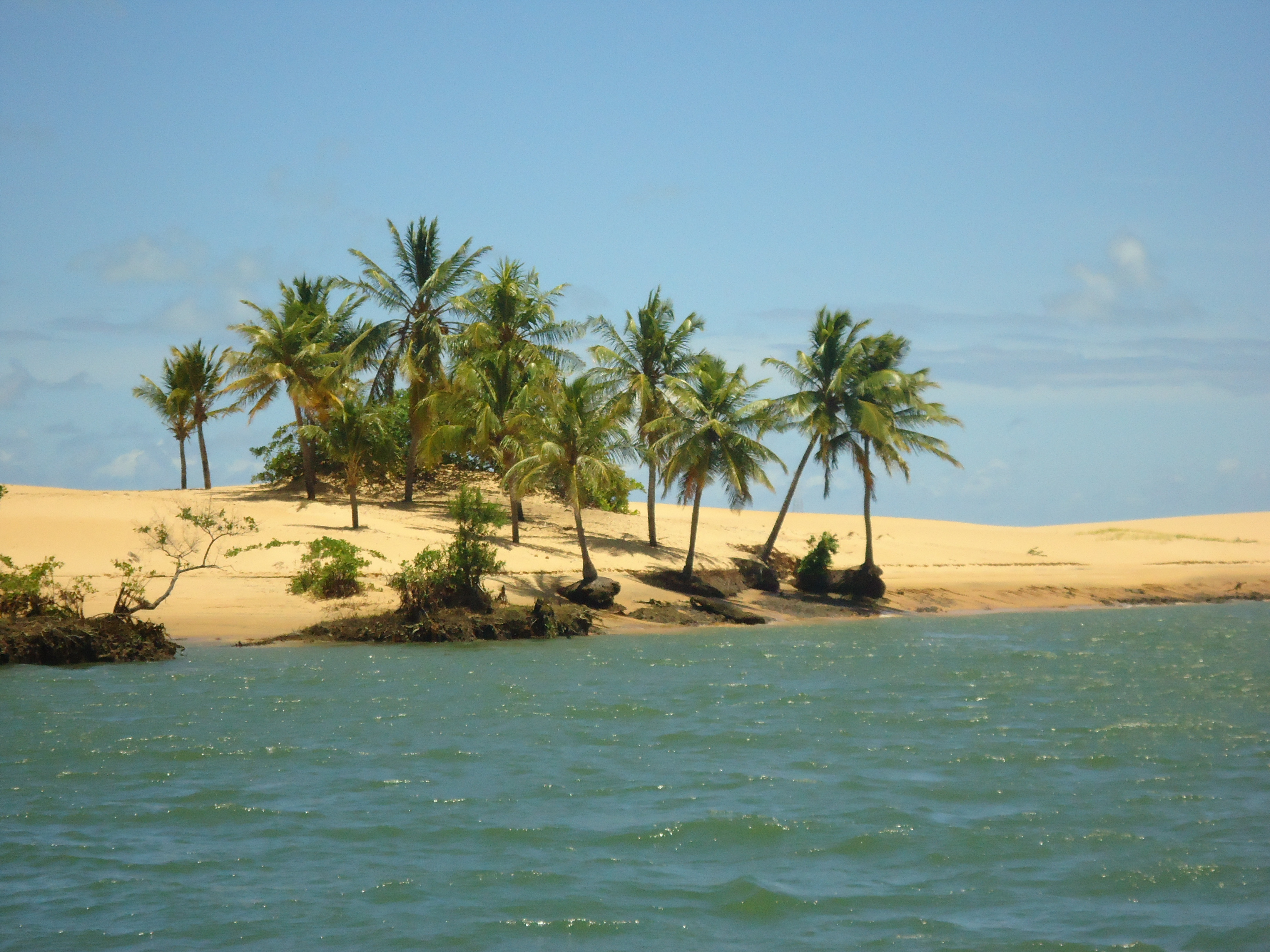
Praia de Pontal do Peba

O litoral de Piaçabuçu possui duas extensas praias: a praia de Pontal do Peba e a praia do Peba, que se estendem desde a Vila de Pontal do Peba até o Pontal da Barra. Caracterizam-se pela sua areia fina e escura e pelas dunas paralelas à praia que recobrem toda sua extensa costa, destacando-se as localizadas na desembocadura do Rio São Francisco. São praias frequentadas pelos admiradores dos extensos calçadões, graças a seus dezoito quilômetros de areias contínuas, as mais extensas do Estado de Alagoas e das maiores do Brasil. Todo seu ambiente é uma importante área de preservação de tartarugas-marinhas e aves migratórias.

### Pontal do Peba
A praia tem uma extensão de 13 quilômetros e situa-se ao sul do povoado pesqueiro que lhe dá o nome. De areia fina e águas tranquilas, é uma praia bastante frequentada pelos amantes das longas calçadas às margens do Oceano Atlântico. Destaca-se por sua boa infraestrutura com pousadas, bares e restaurantes. Durante todo o ano, realizam-se, nas suas imediações, numerosas atividades, entre as quais merecem ser mencionadas a gincana de pesca de arremesso, em novembro, e o festival da Pilombeta, em setembro.

## Arquipélago
Piaçabuçu também possui o maior e mais lindo arquipélago em Alagoas: é formado por 9 ilhas, as quais somam quase quatro quilômetros de extensão, banhadas pelo rio São Francisco.

## Cultura
A cidade possui a Banda de Música Euterpe São Benedito, juntamente com a Escola de Música Mestre Francelino, ambas situadas na Praça Centenário próximo aos correios, onde desenvolvem um trabalho educativo para as crianças e jovens de Piaçabuçu oferecendo aulas de músicas gratuitas para todos e incentivando os jovens a entrar no mundo da música. É uma banda centenária conhecida em todo Estado de Alagoas. Através dessa banda, temos vários músicos em destaque na Polícia Militar, Corpo de Bombeiros e Exército.
A Associação Amigos de Piaçabuçu foi criada em 1999, passando por duas reformulações estatutárias, uma em 2003, quando adota o nome fantasia de Olha o Chico e outra em 2009, modificando sua forma administrativa de presidencialismo para gestão compartilhada.
Em 2006, a Olha o Chico tornou-se um Ponto de Cultura (Programa Cultura Viva / MinC) e alguns encontros nessa rede de cultura foram decisivos para sua trajetória: a Ação Griô e o Turismo de Base Comunitária.
A pedagogia griô e o turismo de base comunitária são norteadores das ações de formatação para as trilhas que compõem o "Caminhos do Rio São Francisco", onde se cultivam conhecimentos populares, vínculos afetivos, ancestralidade e identidade ribeirinha e brasileira.

## Religião
Há uma grande variedade de cultos espíritas e algumas denominações baseadas no cristianismo: Testemunhas de Jeová, Assembleia de Deus, Congregação Cristã no Brasil, Primeira Igreja Batista de Piaçabuçu e os adventistas. Embora haja o predomínio do catolicismo (68% da população).

## Festividades
- Bom Jesus dos Navegantes (fevereiro)
- Carnaval
- Emancipação política (31 de maio)
- Festas juninas
- Casamento do Matuto (Agosto)
- Festival da COOPAIBA dos Trabalhadores  (1 de  maio maio)
- Padroeiro São Francisco de Bórgia (10 de outubro)
- Dia dos Evangélicos (Primeira Semana de Setembro)
- Férias na Praia - (Janeiro)
- Festival de Quadrilhas Juninas (Julho)

## Educação
Escolas primárias e secundárias
- Escola Municipal Padre Luiz Barbosa Leite - Ensino Fundamental  (bairro centro)
- Escola Municipal José Gonçalves - Ensino Fundamental  (bairro centro)
- Escola Municipal Faustino Victor de Araújo - Ensino Fundamental  (bairro centro)
- Centro de Atendimento Educacional Especializado (bairro centro)
- Colégio Nossa Senhora da Conçeição - Ensino Fundamental, rede privada de ensino.  (bairro centro)
- Colégio Sagrado Família - Ensino Fundamental e Médio, rede privada de Ensino.  (bairro centro)
- Escola Estadual Correia Titara - Ensino Fundamental e Médio (Bairro Brasilia)
- Escola Municipal ProfºWilson Ferreira Costa  - Ensino Fundamental  (bairro Brasíilia)
- Escola Municipal Messias Calumby - Ensino Fundamental (bairro Brasíilia)
- Escola Municipal Enecila Aciole Gama - Ensino Fundamental (Bairro Paciência)
- Escola Municipal Dr º Moacir Lopes Andrade (Bairro Paciência)
- Creche Escola Vicentinha de Castro da Silva - Educação Infantil (Bairro Paciência)
- Escola Municipal Drº Genildo Capitulino Lessa - Ensino Fundamental (Povoado Sudene)
- Escola Municipal Deraldo Campos - Ensino Fundamental (Povoado Penedinho)
- Escola Municipal Santa Cruz- Ensino Fundamental - Povoado Retiro
- Escola Municipal Serapião Walter dos Santos - Ensino Fundamental -  (Povoado Potengy)
- Escola Municipal Cel. Pedro de Góes - Ensino Fundamental - (Povoado Bonito)
- Escola Municipal Dep. João Beltrão -  Ensino Fundamental  (Pontal do Peba)
- Creche Municipal Dalvinha de Castro- Educação Infantil (Pontal do Peba)

Faculdades
Piaçabuçu conta com a faculdade a distância Grupo Educacional Uninter, com o Polo de Apoio Presencial - Piaçabuçu, situado na Avenida Silvínio Melo 200, no Centro. Oferecendo: curso MBA em direito e gestão, curso MBA em marketing estratégico, pedagogia e logística.

## Comunicação
Televisão
Piaçabuçu é servida por três operadoras de TV por assinatura sendo elas Sky, Oi TV e Claro TV. E 2 retransmissores de redes afiliadas a canais de TV aberta analógica, representadas pelo Canal 9 (TV Gazeta Alagoas) e Canal 12 (TV Pajuçara).
Telefonia fixa e móvel
A cidade é servida pela operadora de telefonia nacional Oi cobrindo 93% do município com linhas fixas residenciais e comerciais.
Também é coberta pelas operadoras de telefonia celular Claro, TIM e Vivo.
Internet
A cidade também é coberta pela internet banda larga prestada pelas operadoras Oi, Prestek, Mega Byte e PBU NET.
Imprensa local
A cidade é contemplada com o site de notícias Piaçabuçu News, que atende toda a região do litoral sul de Alagoas.

## Transporte coletivo urbano
Piaçabuçu conta com cerca de oito ônibus e 22 micro-ônibus (2008). Apesar disso, grande parte dos usuários queixa-se da falta de melhores condições dos ônibus em circulação na pequena Piaçabuçu. A empresa de ônibus que faz linha em Piaçabuçu é a Real Alagoas.